# Belisana fiji
Belisana fiji är en spindelart som beskrevs av Huber 2005. Belisana fiji ingår i släktet Belisana och familjen dallerspindlar.
Artens utbredningsområde är Fiji. Inga underarter finns listade.